# ديبورا كارا أنجر
ديبورا كارا أنجر (بالإنجليزية: Deborah Kara Unger)‏ مواليد 12 مايو 1964 في فانكوفر، كولومبيا البريطانية، كندا، هي ممثلة كندية بدأت مسيرتها الفنية عام 1989.

## الأعمال

### The Hurricane
- اللعبة
- سايلنت هيل
- 88 دقيقة
- سايلنت هيل: الوحي 3 دي

## روابط خارجية
- ديبورا كارا أنجر على موقع IMDb (الإنجليزية)
- ديبورا كارا أنجر على موقع ألو سيني (الفرنسية)
- ديبورا كارا أنجر على موقع أول موفي (الإنجليزية)
- ديبورا كارا أنجر على موقع قاعدة بيانات الأفلام السويدية (السويدية)
- ديبورا كارا أنجر على موقع إن إن دي بي (الإنجليزية)
- ديبورا كارا أنجر على موقع قاعدة بيانات الفيلم (الإنجليزية)
- ديبورا كارا أنجر على موقع كينوبويسك (الروسية)